# Doctor Rodulfo Figueroa
Doctor Rodulfo Figueroa är en ort i Mexiko. Den ligger i kommunen Frontera Comalapa i delstaten Chiapas, i den södra delen av landet. År 2010 var antalet invånare i orten 2 218.
Orten är namngiven efter den mexikanska poeten Rodulfo Figueroa.